# Старокопкинське сільське поселення
Староко́пкинське сільське поселення (рос. Старокопкинское сельское поселение) — муніципальне утворення у складі Кізнерського району Удмуртії, Росія. Адміністративний центр — присілок Старі Копки.
Населення становить 631 особа (2019, 812 у 2010, 1160 у 2002).

## Історія
Раніше існувало 3 сільради. Гибданська та Русько-Косинька сільради утворені 1925 року. 30 березня 1960 року Русько-Косинська сільрада була приєднана до Гибданської. 26 червня 1969 року Асінерська сільрада перетворена в Старокопкинську. 20 січня 2006 року Гибданська сільрада була приєднана до Старокопкинської. Головами сільради були А. С. Пономарєв, А. П. Бажин, Н. І. Бажин, П. З. Назаров, П. Н. Шелемов, В. В. Андреєва, Н. В. Коброва, В. Н. Єрмаков, Є. К. Рябова.
Станом на 2002 рік існували Гибданська сільська рада (село Полько, присілки Верхня Кусо-Какся, Гибдан, Лиштанка, Нижня Кусо-Какся, Руська Коса) та Старокопкинська сільська рада (присілки Кузнерка, Старий Аник, Старі Копки, Сюлонер-Юм'я).

## Склад
До складу поселення входять такі населені пункти:
| Населений пункт             | Населення, осіб (2002) | Населення, осіб (2010) |
| --------------------------- | ---------------------- | ---------------------- |
| Верхня Кусо-Какся, присілок | 63                     | 2                      |
| Гибдан, присілок            | 261                    | 186                    |
| Кузнерка, присілок          | 20                     | 2                      |
| Лиштанка, присілок          | 0                      | 0                      |
| Нижня Кусо-Какся, присілок  | 0                      | -                      |
| Полько, село                | 56                     | 36                     |
| Руська Коса, присілок       | 284                    | 206                    |
| Старий Аник, присілок       | 0                      | -                      |
| Старі Копки, присілок       | 411                    | 333                    |
| Сюлонер-Юм'я, присілок      | 65                     | 47                     |

## Господарство
В поселенні діють 2 школи, садочок, 3 фельдшерсько-акушерських пункти, 3 клуби, 3 бібліотеки. Серед підприємств працює фермерство.